# Kamienica przy ulicy Elizy Orzeszkowej 8 w Krakowie
Kamienica przy ulicy Elizy Orzeszkowej 8 – zabytkowa kamienica znajdująca się w Krakowie, w dzielnicy I przy ul. Elizy Orzeszkowej, na Kazimierzu.
Kamienica została wzniesiona w 1911 roku według projektu architekta Ludwika Gutmana.
Kamienica została wpisana do gminnej ewidencji zabytków. Znajduje się na obszarze Kazimierza, którego układ urbanistyczny został wpisany 23 marca 1934 do rejestru zabytków.